# مانتاشي (مسيسيبي)
مانتاشي (بالإنجليزية: Mantachie, Mississippi)‏ هي بلدة تقع في مقاطعة إيتاوامبا (مسيسيبي) بولاية مسيسيبي في الولايات المتحدة. تبلغ مساحتها 10.2 (كم²)، وترتفع عن سطح البحر 105 م، بلغ عدد سكانها 1107 نسمة في عام 2000 حسب إحصاء مكتب تعداد الولايات المتحدة وتصل الكثافة السكانية فيها 108.2 نسمة/كم2.

## وصلات خارجية
- The US50 - Cities and Towns in Mississippi State
- Mississippi Cities and Towns, Facts, Map, Flag, Colleges, Government, and More